# Mesosemia vicina
Mesosemia vicina är en fjärilsart som beskrevs av Hans Ferdinand Emil Julius Stichel 1926. Mesosemia vicina ingår i släktet Mesosemia och familjen Riodinidae. Inga underarter finns listade i Catalogue of Life.